# Gustavo Sánchez Parra
Gustavo Sánchez Parra (Città del Messico, 8 novembre 1966) è un attore messicano.

## Biografia
Ha debuttato al cinema nel 2000 e ha preso parte in diversi film, sia spagnoli che americani, come The Legend of Zorro. Ha lavorato spesso al fianco di Antonio Banderas.

## Filmografia parziale

### Cinema
- Amores perros, regia di Alejandro González Iñárritu (2000)
- Le tre sepolture (The Three Burials of Melquiades Estrada), regia di Tommy Lee Jones (2005)
- The Legend of Zorro, regia di Martin Campbell (2005)
- Año bisiesto, regia di Michael Rowe (2010)
- Viaggio in paradiso (Get the Gringo), regia di Adrian Grunberg (2012)
- I simili (Los Parecidos), regia di Isaac Ezban (2015)
- Nuevo orden, regia di Michel Franco (2020)
- Sound of Freedom - Il canto della libertà (Sound of Freedom), regia di Alejandro Monteverde (2023)

### Televisione
- Il detenuto (El recluso) – serie TV, 12 episodi (2018)
- Storia di un crimine: Il candidato (Historia de un Crimen) – serie TV, 8 episodi (2019)